# Musca pilifacies
Musca pilifacies är en tvåvingeart som beskrevs av Fritz Isidore van Emden 1965. Musca pilifacies ingår i släktet Musca och familjen husflugor. Inga underarter finns listade i Catalogue of Life.